# Hryszany (przystanek kolejowy)
Hryszany (biał. Грышаны; ros. Гришаны) – przystanek kolejowy w miejscowości Witebsk, w obwodzie witebskim, na Białorusi. Położony jest na linii Witebsk - Połock.
Nazwa pochodzi od pobliskiej wsi Hryszany.